# Jamalpur (Distrikt)
Der Distrikt Jamalpur (bengalisch জামালপুর জেলা Jamalpur Jela oder auch Jamalpur Zila) ist ein Verwaltungsdistrikt in Bangladesch. Er liegt im Westen der 2015 gebildeten Division Maimansingh und ist einer von sechs Distrikten dieser Division. Zuvor war der 1978 gebildete Distrikt Teil der Division Dhaka.

## Geografie
Der 2115,12 km² große Distrikt grenzt im Nordwesten an den Verwaltungsdistrikt Kurigram, im Norden an den indischen Bundesstaat Meghalaya, im Osten an die Distrikte Sherpur und Maimansingh, im Süden an den Distrikt Tangail und im Westen an den Fluss Jamuna (den heutigen Hauptstrom des Brahmaputras) und die Distrikte Bogra, Sirajganj und Gaibandha.
Das wichtigste Fließgewässer in Jamalpur ist der Brahmaputra.

### Natur und Tierwelt
Die Vegetation entspricht derjenigen der Tieflandgebiete von Bengalen und Assam mit zahlreichen immergrünen Bäumen. Hinzu kommen Obstbäume, Palmen und Bananenstauden. Allerdings ist die Landschaft größtenteils durch den intensiven Anbau von Reis, Zuckerrohr, Jute, Tabak und Senf geprägt.
Zur Tierwelt gehören mehrere Hirscharten, Elefanten und Tiger. Wilde Elefanten und Tiger sind allerdings wegen der Abholzung und der stark steigenden Einwohnerzahl (Siedlungsdruck) selten geworden. Hinzu kommen zahlreiche Vogelarten, Fische, Reptilien, Schlangen und Amphibien.

### Klima
Die Temperaturen schwanken zwischen 12,0 und 33,3 °Celsius. Die durchschnittliche jährliche Regenmenge beträgt 2174 mm. Die durchschnittliche Luftfeuchtigkeit beträgt um die 70 %. In den Monaten von November bis März fällt wenig Regen. Juni, Juli und August sind die Monate mit dem meisten Regen.

## Geschichte
Im Mittelalter war es Teil verschiedener kleiner Königreiche, die teils buddhistisch, teils hinduistisch geprägt waren. Zuerst war es Teil des Königreichs Kamarupa, dann ab 750 des Königreichs Pala und ab 1120 Teil des Sena-Reichs. Vom 12. Jahrhundert an versuchten muslimische Armeen die Gegend zu erobern, was zwischen 1204 und 1303 gelang. Es gehörte zuerst zum Sultanat von Delhi, später zum Sultanat von Bengalen und danach zum Mogulreich. Ab 1765 gehörte es zu Britisch-Indien als Teil der Dhaka-Division zum Distrikt Mymensingh. Der Subdistrikt entstand im 19. Jahrhundert. Von 1947 bis 1971 war der Distrikt Teil von Ost-Pakistan in der Republik Pakistan. Im Jahr 1978 wurde der bisherige Unterdistrikt Jamalpur ein eigenständiger Distrikt. Allerdings wurden damals die Thanas Nakla, Nalitabari, Sherpur und Sribordi abgetrennt und kamen zum neuen Distrikt Sherpur.

## Bevölkerung

### Bevölkerungsentwicklung
Wie überall in Bangladesch wächst die Einwohnerzahl im Distrikt seit Jahrzehnten stark an. Dies verdeutlicht die folgende Tabelle:

### Altersstruktur
Wie überall in Bangladesch ist die Bevölkerung im Durchschnitt sehr jung. Das Durchschnittsalter lag bei der letzten Volkszählung 2011 bei 23,58 Jahren bei steigender Tendenz.
Bei der Volkszählung im Jahr 2011 ergab sich folgende Altersstruktur:
| Alter                                         | 0–9 Jahre | 10–19 Jahre | 20–29 Jahre | 30–39 Jahre | 40–49 Jahre | 50–59 Jahre | 60–69 Jahre | 70–79 Jahre | 80 Jahre und mehr |
| Anzahl                                        | 571.627   | 424.417     | 372.522     | 326.020     | 249.820     | 160.792     | 106.856     | 55.517      | 25.103            |
| Anteil                                        | 24,93 %   | 18,51 %     | 16,25 %     | 14,22 %     | 10,90 %     | 7,01 %      | 4,66 %      | 2,42 %      | 1,09 %            |
| Quelle: Zila Jamalpur, Tabelle P14, Seite 315 |           |             |             |             |             |             |             |             |                   |

### Bedeutende Orte
Einwohnerstärkste Ortschaft innerhalb des Distrikts ist der Distriktshauptort Jamalpur. Weitere Städte (Town) sind Dewaganj, Islampur, Madarganj, Melandaha und Sharishabari. Doch gibt es mit Bakshiganj noch einen weiteren Ort ohne Stadtrecht mit mehr als 10000 Einwohnern. Die städtische Bevölkerung macht nur 16,92 Prozent der gesamten Bevölkerung aus. Die genannten Orte haben folgende Einwohnerzahlen:

## Verwaltung
Wenngleich Jamalpur bereits 1882 als administrative Untereinheit des Distriktes Mymensingh (heute Division Maimansingh) geschaffen wurde, erhielt er erst 1978 den Status eines selbstständigen nationalen Verwaltungsdistrikts. Verwaltungstechnisch ist der Distrikt unterteilt in sieben Upazilas: Bakshiganj, Dewanganj, Islampur, Jamalpur Sadar, Madarganj, Melandaha und Sarishabari Innerhalb dieser Verwaltungsunterteilung gibt es sechs selbstverwaltende Städte (municipalities), 68 Union Parishads (Dorfräte) und 1361 Dörfer.

## Wirtschaft
Insgesamt gibt es (2011) 1.721.047 Personen, die älter als 10 Jahre alt sind. Von diesen sind 437.667 Personen in der Schule, 15.392 Menschen auf Arbeitssuche und 636.295 Menschen arbeiten in einem Haushalt. 631.693 Personen sind in einer bezahlten Erwerbstätigkeit. Davon arbeiten 438.493 (= Prozent) Personen in Landwirtschaft und Fischerei, 38.642 in der Industrie und 154.558 Menschen im Bereich Dienstleistungen.
Landwirtschaft dominiert die Wirtschaft des Distrikts; Hauptprodukte sind Reis, Zuckerrohr, Jute, Tabak, Senfkörner, Weizen und Linsen sowie Erdnüsse, Gemüse, Milch, Eier und Tierhäute.